# Brădești (Harghita)
Brădeşti (in ungherese Fenyéd) è un comune della Romania di 1 626 abitanti, ubicato nel distretto di Harghita, nella regione storica della Transilvania.
Il comune è formato dall'unione di 2 villaggi: Brădești e Târnovița.
Nel 2004 si è staccato da Brădeşti il villaggio di Satu Mare, andato a formare un comune autonomo.
La maggioranza della popolazione (circa il 98%) è di etnia Székely.